# Гудхюей (окръг, Минесота)
Окръг Гудхюей (на английски: Goodhue County) е окръг в щата Минесота, Съединени американски щати. Площта му е 2020 km², а населението - 44 127 души (2000). Административен център е град Ред Уинг.